# Microcerculus ustulatus
El cucarachero flautista o ratona flautista (Microcerculus ustulatus) es una especie de ave paseriforme de la familia Troglodytidae que vive en el norte de Sudamérica. 

## Distribución y hábitat
Se encuentra restringido a las selvas de montaña de la región de los tepuyes del sur de Venezuela, oeste de Guyana y zonas colindantes de Brasil.